# Liste der Mitglieder des Landtages (Freistaat Mecklenburg-Schwerin) (Verfassunggebende Versammlung)
Diese Liste gibt einen Überblick über alle Mitglieder des Landtages des Freistaates Mecklenburg-Schwerin (Verfassunggebender Landtag) (1919 bis 1920).

## A
- Julius Asch, SPD
- Bernhard Awolin, DNVP

## B
- Max Baum, SPD
- Heinrich Becker, DNVP (Nachrücker für Heinrich Günther)
- Fritz Brandt, SPD
- Otto Brüshafer, DNVP (Nachrücker für Heinrich Jahns)
- Paul Burchard, DNVP

## C
- William Cohn, DDP

## D
- Ludwig Deike, SPD
- Heinrich Dethloff, SPD
- Fritz Dettmann, DNVP
- Bernhard Dieckmann, DDP (Nachrücker für Hans Winterstein)
- Wilhelm Diefenbach, SPD
- Wilhelm Dittrich, SPD

## E
- Eduard Ellrich, SPD

## F
- Elise Fincke, DDP
- Paul Franz, SPD

## G
- Wilhelm Giese, DDP (Nachrücker für Hartmann Freiherr von Richthofen)
- Bernhard Girke, SPD
- Karl Gladischefski, DDP
- Wilhelm Godknecht, SPD
- Heinrich Günther, DNVP

## H
- Friedrich Hagemeister, DDP
- Gustav Hamel, SPD
- Wilhelm Hansen, SPD
- Heinrich Hecht, DDP
- Emil Heimsoth, DDP
- Karl Heinsius, WP
- Fritz Henck, SPD
- Ernst Hermann, SPD
- Franz Hillmann, DDP
- Wilhelm Hirsch, SPD

## J
- Heinrich Jahns, DNVP

## K
- Magnus Knebusch, DNVP
- Karl Köhler, SPD
- Friedrich Koß, SPD
- Wilhelm Kröger, SPD
- August Krüger, SPD
- Johann Krüger, SPD

## L
- Wilhelm Lamberg, SPD
- Hermann Lüdemann, SPD

## M
- Karl Markwart, Dorfbund
- Otto Metterhausen, DNVP
- Paul Meyer, DB
- Gustav Michaelis, DDP
- Johann Michaelis, DVP
- Carl Moltmann, SPD

## N
- Hans Neumann, DDP
- Paul Nix, DNVP

## O
- Johann Oldach, SPD

## P
- Hermann Peters, SPD
- Hubert Pott, DNVP (Nachrücker für Julius Zimmermann)

## R
- August Rambow, SPD
- Heinrich Redlin, DDP
- Hermann Reincke-Bloch, DVP
- Hartmann Freiherr von Richthofen, DDP

## S
- Heinrich Schmidt, SPD
- Karl Schollähn, SPD
- Franz Schröder, SPD
- Paul Schwencke, DDP
- Hans Sivkovich, DDP
- Franz Starosson, SPD

## T
- Wilhelm Tabel, DNVP
- Otto Turban, SPD

## W
- Hugo Wendorff, DDP
- Martin Wilbrandt, DDP
- Hans Winterstein, DDP
- Friedrich Carl Witte, DDP
- Heinrich Wulff, SPD

## Z
- Julius Heinrich Zimmermann, DNVP